# 뤄자링
뤄자링(중국어 정체자: 羅嘉翎, 간체자: 罗嘉翎, 병음: Luó Jiālíng, 한자음: 나가령, 2001년 10월 8일~)은 중화민국의 태권도 선수이다. 2020년 하계 올림픽에서 여자 태권도 페더급에 출전하여 동메달을 획득했으며 세계 선수권 대회에서 은메달 2개를 획득했다.

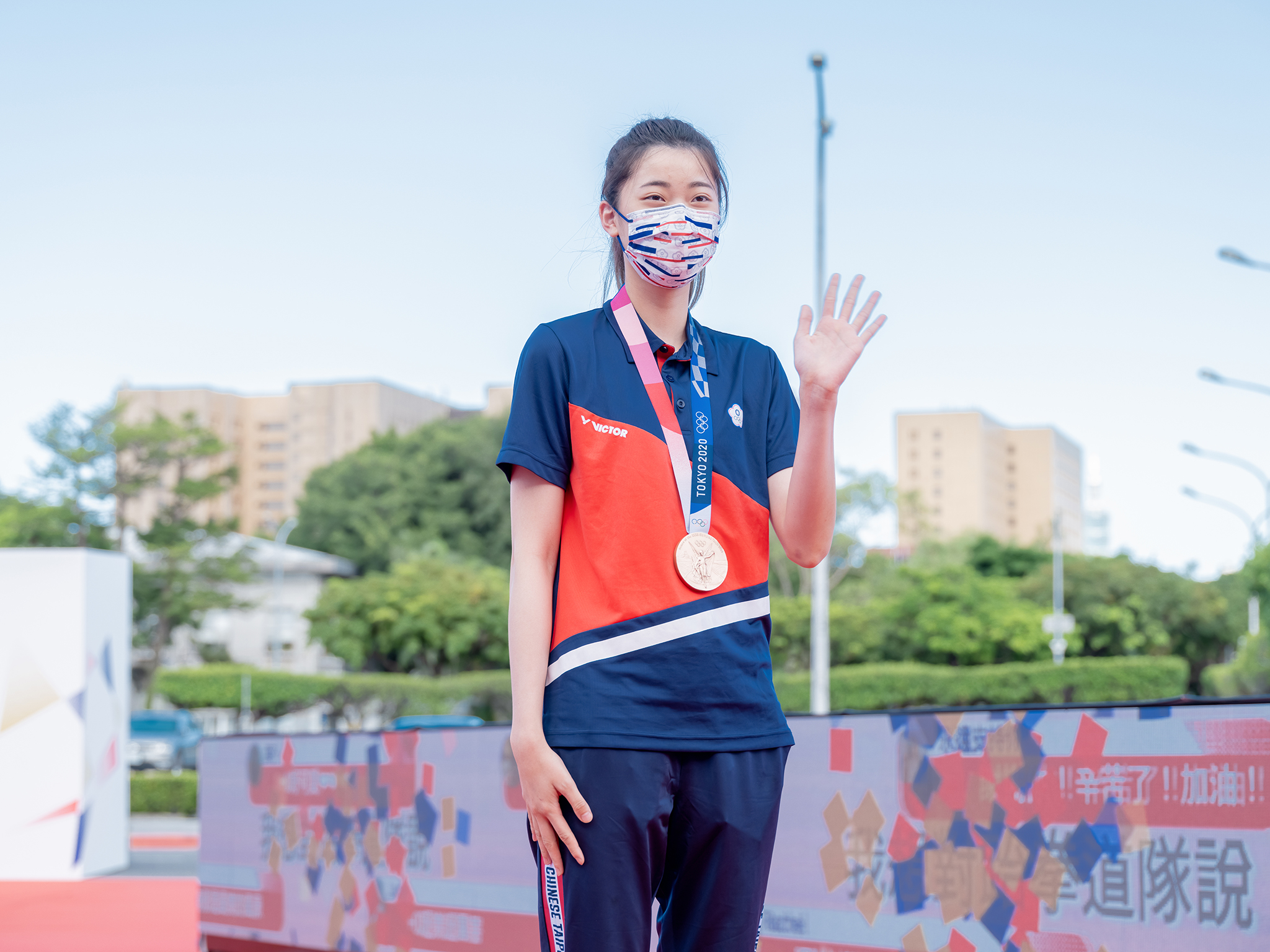
2021년 도쿄 올림픽 선수단 환영식 당시의 뤄자링